# Natko Nodilo
Natko Nodilo, hrvaški pedagog, politik, publicist in zgodovinar, * 1834, Split, † 1912, Zagreb.
Nodilo je bil rektor Univerze v Zagrebu v študijskem letu 1890/91 in profesor hrvaške zgodovine na Filozofski fakulteti.